# Phi chai
Phi chai (título tailandês: "พี่ชาย My Bromance", Phi Chai My Bromance), é um filme tailandês de 2014 estrelado por Teerapat Lohanan e Pongsatorn Sripinta. O diretor do filme é Nitchapoom Chaianun. O filme foi filmado em 2013 e estreou em 20 de fevereiro de 2014. O filme foi classificado como drama e foi filmado principalmente em Chiang Mai, Tailândia.
Os principais patrocinadores do show são: Chang's Drinking Water, Holiday Inn Chiang Mai, Paradise Clinic e The Greenery Villa.
Em 13 de dezembro de 2014, foi revelado que a produção do programa estava sendo filmada para uma nova sequência chamada My Bromance: The Series.
A sequência foi posteriormente alterada para um conto chamado My Bromance: Reunion. Em meados de 2016, foi anunciado que My Bromance: The Series começou a ser filmado, com elencos completamente novos.
No início de setembro de 2017, Wayufilm anunciou que em breve estariam filmando Phi chai 2 e que estrearia em 2018. Teerapat Lohanan e Pongsatorn Sripinta retornariam para reprisar seus papéis como Golf e Bank, respectivamente.

## Sinopse
"Golf" mora em uma casa grande, mas em um lar desfeito. Seu pai está sempre viajando a negócios e sua tia solteira está infeliz. Ele se ressente da perda da mãe e é agressivo e temperamental, privado da atenção do pai. Uma nova esposa chega com um filho adolescente, alguns meses mais novo que "Golf". “Bank”, por outro lado, é gentil, atencioso e de natureza doce, e espera que sua nova família o aceite. Mas sua chegada é ressentida por seu novo irmão. Antes de se aceitarem como “Irmãos”, devem aprender a arte de viver juntos, de superar os obstáculos do ambiente e, aos poucos, apaixonar-se.

## Elenco

### Elenco principal
| Personagem                     | Interpretado por    |
| ------------------------------ | ------------------- |
| Kanthitat Atsawametanon "Golf" | Teerapat Lohanan    |
| Baworananan "Bank"             | Pongsatorn Sripinta |

### Elenco coadjuvante
| Personagem         | Interpretado por      |
| ------------------ | --------------------- |
| Thom               | Withawat Thaokhamlue  |
| Vut                | —                     |
| Mai                | —                     |
| Thara "Tara"       | Phantphin T Chiangmai |
| Tar                | Worakamon Nokkaew     |
| Jieb               | Wachiraporn Attawut   |
| Paan               | Varatchaya Comemamoon |
| Tued               | Naradon Namboonjit    |
| Sr. Nikom          | —                     |
| Sutthisanan "Kaem" | —                     |